# Henrique (Bischof)
Henrique Kinu a Mvemba († 1531) war der erste einheimische Bischof Schwarzafrikas.
Henrique war der Sohn des kongolesischen Königs Afonso I. Er wurde 1518 in Rom zum Bischof geweiht. Er bekam den Titularbischofssitz Utica durch Papst Leo X. 1521 kehrte Henrique in seine Heimat zurück.